# Comté de King (Île-du-Prince-Édouard)
Pour les articles homonymes, voir Comté de King et King.
Comté de King fut une circonscription électorale fédérale de l'Île-du-Prince-Édouard. La circonscription fut représentée de 1873 à 1896.
La circonscription a été créée lors de l'entrée de la province dans la confédération canadienne en 1873. Abolie en 1892, la circonscription fut redistribuée parmi Queen's-Est et King's. Durant son existence, la circonscription fut représentée par deux députés élus.

## Géographie
En 1873, la circonscription du Comté de Queen comprenait:
- Le Comté de Kings

## Députés
Élection partielle de 1873
- Daniel Davies, conservateur
- Augustine Colin Macdonald, libéral-conservateur

Élection fédérale canadienne de 1874
- Daniel Davies, conservateur
- Peter Adolphus McIntyre, libéral

Élection fédérale canadienne de 1878
- Augustine Colin MacDonald, libéral-conservateur (2)
- Ephraim Bell Muttart, conservateur

Élection fédérale canadienne de 1882
- Peter Adolphus McIntyre, libéral (2)
- James Edwin Robertson, libéral

Élection partielle de 1883
Déclenchée après que l'élection de M. Robertson fut déclarée nulle
- Augustine Colin MacDonald, libéral (3)

Élection fédérale canadienne de 1887
- James Edwin Robertson, libéral (2)
- Peter Adolphus McIntyre, libéral (3)

Élection fédérale canadienne de 1891
- John McLean, conservateur
- Augustine Colin MacDonald, libéral (4)